# نونا دامامانوویچ
نونا دامامانوویچ (انگلیسی: Nevena Damjanović؛ زادهٔ ۱۲ آوریل ۱۹۹۳) بازیکن فوتبال اهل صربستان است.
وی همچنین در تیم ملی فوتبال Serbia بازی کرده‌است.